# جايسون ديمرز
جايسون ديمرز هو لاعب هوكي الجليد كندي، ولد في 9 يونيو 1988 في مونتريال في كندا.

## وصلات خارجية
- جايسون ديمرز على موقع دوري الهوكي الوطني (الإنجليزية)
- جايسون ديمرز على موقع قاعة مشاهير الهوكي (لاعب أن.إتش.أل) (الإنجليزية)
- جايسون ديمرز على موقع EliteProspects.com (الإنجليزية)
- جايسون ديمرز على موقع HockeyDB.com (الإنجليزية)
- جايسون ديمرز على موقع Hockey-Reference.com (الإنجليزية)
- جايسون ديمرز على موقع أوليمبيديا (الإنجليزية)